# Ficus sulcata
Ficus sulcata är en mullbärsväxtart som beskrevs av Adolph Daniel Edward Elmer. Ficus sulcata ingår i släktet fikonsläktet, och familjen mullbärsväxter. Inga underarter finns listade i Catalogue of Life.